# Калініна Владислава
Владисла́ва Калі́ніна (* 1980) — українська шахістка. Міжнародний майстер ФІДЕ.

## З життєпису
Народилася 1980 року. Навчалася в Харківській шаховій школі; тренер Алексиков Олександр Вадимович. Неодноразово представляла Україну на молодіжних чемпіонатах Європи та молодіжних чемпіонатах світу з шахів у різних вікових групах. Найуспішнішими були виступи в Рімавській Соботі 1996 року, коли виграла юнацький чемпіонат Європи з шахів серед дівчат у віці до 16 років.
Учасниця Чемпіонату України із шахів-1998 — 5-те місце. Того ж року в Бухаресті посіла друге місце після Ганни Затонських на Міжнародному жіночому шаховому турнірі. У 1999 році на кубку Європейського жіночого шахового клубу завоювала третє місце з командою Київської школи гросмейстерів.
У 1999 році вона отримала звання Міжнародного жіночого майстра ФІДЕ. Учасниця Чемпіонату України з шахів-2001.
З 2005 року нечасто брала участь у шахових турнірах.